# Niquelzippeïta
La niquelzippeïta és un mineral de la classe dels sulfats, que pertany al grup de la zippeïta. Rep el seu nom pel seu contingut en níquel i per la seva relació amb la zippeïta.

## Característiques
La niquelzippeïta és un sulfat de fórmula química Ni₂(UO₂)₆(SO₄)₃(OH)₁₀(H₂O)₁₆. Cristal·litza en el sistema monoclínic. La seva duresa a l'escala de Mohs es troba entre 5 i 5,5.
Segons la classificació de Nickel-Strunz, la niquelzippeïta pertany a «07.EC: Uranil sulfats amb cations de mida mitjana i grans» juntament amb els següents minerals: cobaltzippeïta, magnesiozippeïta, natrozippeïta, zinczippeïta, zippeïta, rabejacita, marecottita, sejkoraïta-(Y) i pseudojohannita.

## Formació i jaciments
Va ser descoberta a Jáchymov, al districte homònim d'Erzgebirge, a la regió de Karlovy Vary (República Txeca). També ha estat descrita a Rožná, a la regió de Vysočina, també a la República Txeca; a Beerwalde, al dipòsit d'urani de Ronneburg (Turíngia, Alemanya), i a Bagdad, a l'estat d'Arizona, als Estats Units.